# Bučovice
Bučovice är en stad i Tjeckien.   Den ligger i regionen Södra Mähren, i den östra delen av landet, 210 km sydost om huvudstaden Prag. Bučovice ligger 219 meter över havet och antalet invånare är 6 386.
Terrängen runt Bučovice är platt åt nordväst, men åt sydost är den kuperad. Bučovice ligger nere i en dal. Runt Bučovice är det ganska tätbefolkat, med 56 invånare per kvadratkilometer. Närmaste större samhälle är Vyškov, 14,3 km norr om Bučovice. Trakten runt Bučovice består till största delen av jordbruksmark.